# Oberamt Lichtenberg (Fürstentum Bayreuth)

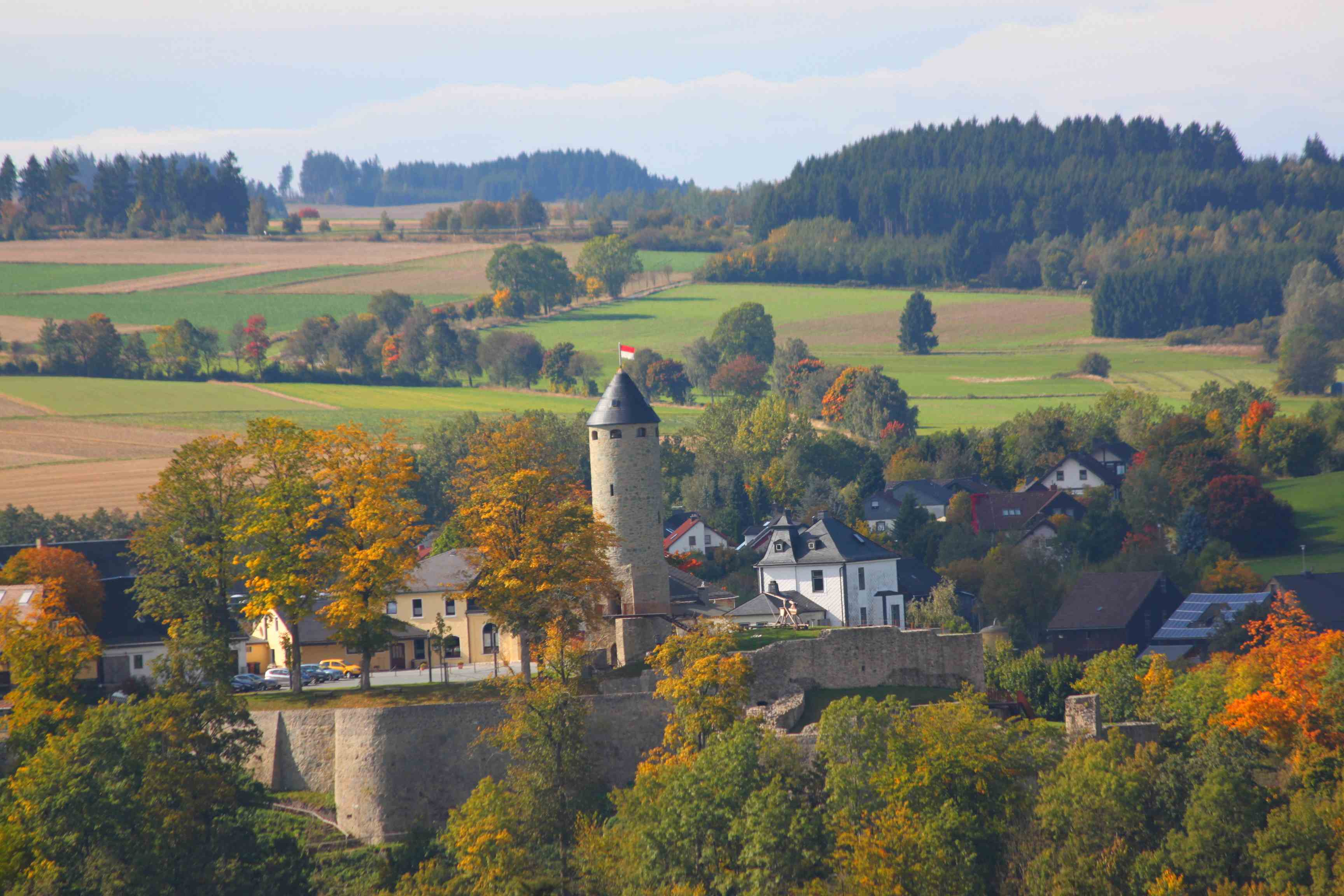
Die Burg Lichtenberg, der ehemalige Verwaltungssitz der Oberamtes Lichtenberg

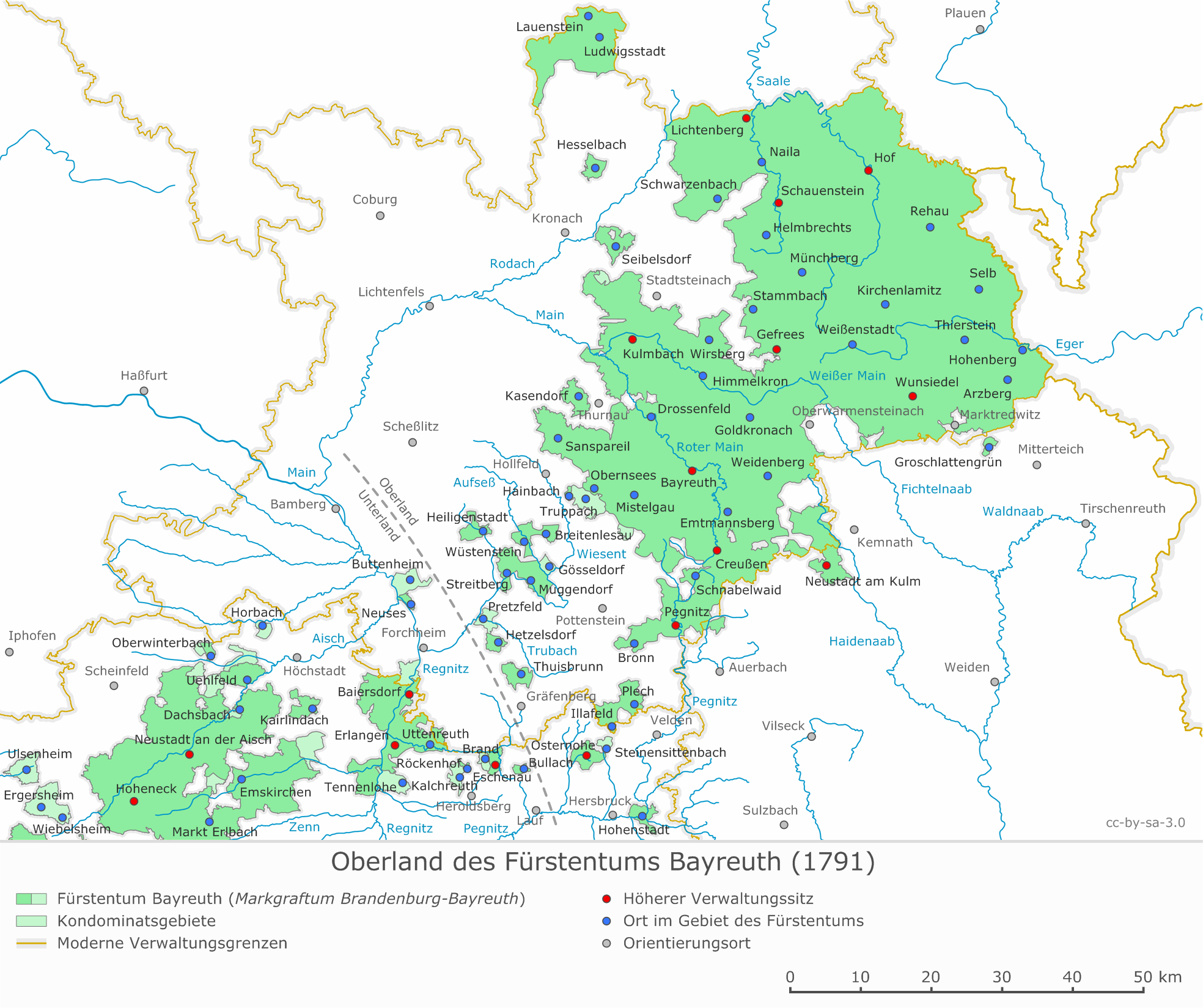
Das Oberland des Fürstentums Bayreuth mit dem Oberamt Lichtenberg im Norden

Das Oberamt Lichtenberg war ein Verwaltungsgebiet des Fürstentums Bayreuth, das bis 1791/92 von einer Nebenlinie der Hohenzollern regiert wurde. Das Oberamt Lichtenberg wurde 1631 eingerichtet und bestand bis zum Jahr 1777. Im folgenden Jahr wurde es in die Landeshauptmannschaft Hof eingegliedert.

## Struktur
Das Oberamt Lichtenberg bestand aus zwei Teilämtern, die beide geografisch nicht miteinander verbunden waren. Dies war zum einen das Amt Lichtenberg, das zum Kerngebiet des brandenburg-bayreuthischen Oberlandes gehörte und dessen nordwestlichsten Teil bildete. Das zweite Teilamt war das Amt Lauenstein, das eine nordwestlich des Oberlandes gelegene Exklave des Fürstentums war. Angesichts dieser geografischen Gegebenheiten stellte das Oberamt eine Art Miniaturausgabe des Fürstentums Bayreuth dar, das mit dem oberfränkischen Oberland und dem mittelfränkischen Unterland selbst aus zwei voneinander getrennten Gebietsteilen bestand.